# La isla deshabitada (Paisiello)
La isla deshabitada (título original en italiano, L’isola disabitata) es una ópera fruto del encargo expreso del cantante castrato Farinelli (1705–1782), a su gran amigo, el poeta y libretista italiano Pietro Metastasio (1698–1782), quien la escribió exclusivamente para la corte de Madrid. Por aquel entonces, cantante y poeta, estaban en la cúspide de lo que serían dos de las carreras más portentosas y sorprendentes de la historia de la ópera. 
En un primer momento, el compositor elegido por Farinelli, a la sazón director de los teatros reales,  para musicar el libreto fue el italiano Nicola Porpora (1686 – 1768), pero sus muchos compromisos y encargos lo hicieron renunciar. Finalmente el gran castrato optó por el maestro de capilla de la corte imperial de Viena, el austríaco de ascendencia italiana Giuseppe Bonno (Viena, 1711 – Viena, 1788). 
Debido a que Metastasio y Bonno eran respectivamente, el poeta y el compositor oficial de la corte vienesa, hubo que requerir la autorización expresa de la emperatriz María Teresa I de Austria, quien finalmente dio su consentimiento.
Como la Corte española se encontraba en Aranjuez y el palacio no disponía de un teatro lo suficientemente amplio como para representar obras de gran aparato escenográfico, se optó por una obra de pequeño formato que se pudiera representar en el salón de serenatas del palacio. 
La isla deshabitada, cantada en italiano y dividida en un acto y dos partes, fue estrenada con  motivo de la onomástica del rey Fernando VI de España el 30 de mayo de 1753, en el pequeño teatro del Palacio Real de Aranjuez. 

## Estreno
En 1799, el compositor italiano Giovanni Paisiello (Tarento, 1740 – Nápoles, 1816) retomó el libreto de Metastasio para componer una ópera homónima, cuyo estreno tuvo lugar en el Teatro San Carlos de Lisboa, el 3 de julio.

## Personajes
| Personaje                                        | Tesitura   | Reparto el 3 de julio de 1799 Director: Antonio Leal Moreira |
| ------------------------------------------------ | ---------- | ------------------------------------------------------------ |
| Constanza (dama abandonada en una isla desierta) | sopranista | Domenico Caporalini                                          |
| Silvia (muchacha hermana de Constanza)           | sopranista | Michele Cavanna                                              |
| Gernando (esposo de Constanza)                   | castrato   | Girolamo Crescentini                                         |
| Enrico (amigo de Gernando)                       | bajo       | Gaetano Neri                                                 |

## Argumento

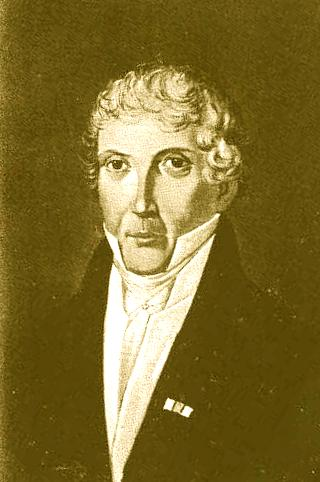
El castrato Girolamo Crescentini (1762 – 1846).

La acción se desarrolla en una pequeña isla desierta.
El señor Gernando, su mujer, Constanza y la joven hermana de ésta, Silvia, viajan en un barco rumbo a América para encontrarse con el padre de Gernando.

Se desata una tremenda tempestad y el barco, a duras penas, logra refugiarse en la ensenada de una pequeña isla desierta. Los tres pasajeros bajan a tierra, y Mientras Constanza y su hermana descansan en el interior de una cueva, Gernando es raptado por unos piratas que lo llevan lejos de la isla. Los tripulantes del barco que han presenciado el rapto, dan por hecho que los tres pasajeros han sido capturados por los piratas y una vez pasado el temporal, reemprenden la navegación.
Al despertarse, Constanza constata que el barco ha zarpado, y tras buscar 
infructuosamente a su esposo por la pequeña isla, concluye que ella su hermana han sido abandonadas por el cruel esposo. 

Las dos mujeres deben enfrentarse a una dura prueba de supervivencia, pero la isla es generosa en frutos y agua potable. Pasan los años y Constanza, inconscientemente, no puede dejar de transmitir a su joven hermana sus sentimientos de odio hacia los hombres.
Tras 13 años de esclavitud Gernando es liberado, y su primer deseo es correr a la isla, llevando consigo a su amigo Enrico, en busca de su añorada Constanza, aunque no tiene casi esperanzas de encontrarla con vida. Las dos parejas se encuentran y Silvia queda prendada de Enrico. Una vez aclarados los malentendidos, ambas parejas se juran amor eterno. La obra se cierra con un cuarteto final donde se alaba la virtud de la constancia, en un juego de palabras con el nombre de la heroína.

## Influencia
Metastasio tuvo gran influencia sobre los compositores de ópera desde principios del siglo XVIII a comienzos del siglo XIX. Los teatros de más renombre representaron en este período obras del ilustre italiano, y los compositores musicalizaron los libretos que el público esperaba ansioso. La isla deshabitada fue utilizada por más de 30 compositores, entre los que destacan:  Jommelli, Haydn y Manuel García, para componer otras tantas óperas.